# Скорая помощь (Сезон 8)
«Ско́рая по́мощь» (англ. «ER» от англ. Emergency Room — приёмное отделение) — американский телесериал, рассказывающий о жизни приёмного отделения больницы города Чикаго (штат Иллинойс), её сотрудников и пациентов. Сериал создан Майклом Крайтоном и был впервые показан на телеканале NBC (сентябрь 1994 года — апрель 2009 года). Включает в себя 15 сезонов и стал самой длинной медицинской драмой, показанной в прайм-тайм за всю историю американского телевидения.

## В ролях

### Основной состав
- Энтони Эдвардс — Доктор Марк Грин
- Ноа Уайл — Доктор Джон Картер
- Лора Иннес — Доктор Керри Уивер
- Алекс Кингстон — Доктор Элизабэт Кордей
- Пол МакКрейн — Доктор Роберт Романо
- Горан Вишнич — Доктор Лука Ковач
- Шерри Стрингфилд — Доктор Сьюзан Льюис
- Мойра Тирни — Эбби Локхарт
- Майкл Мишель — Доктор Клео Финч
- Эрик Палладино — Доктор Дэйв Малуччи
- Минь-На — Доктор Джин-Мэй Чен
- Эрик Ла Салль — Доктор Питер Бентон
- Шариф Аткинс — Майкл Галалнт

## Список эпизодов
| № общий | № в сезоне | Название                                                          | Режиссёр          | Автор сценария                  | Дата премьеры    | Зрители в США (млн) |
| --- | ---------- | ----------------------------------------------------------------- | ----------------- | ------------------------------- | ---------------- | ------------------- |
| 158 | 1          | «Four Corners» «Четыре угла»                                      | Кристофер Мисиано | Дэвид Забель & Джек Орман       | 27 сентября 2001 | 28.20               |
| 159 | 2          | «The Longer You Stay» «Чем дольше остаёшься»                      | Джонатан Каплан   | Джек Орман                      | 4 октября 2001   | 26.90               |
| 160 | 3          | «Blood, Sugar, Sex, Magic» «Кровь, сахар, секс и магия»           | Ричард Торп       | Скотт Геммилл & Элизабет Хантер | 11 октября 2001  | 21.68               |
| 161 | 4          | «Never Say Never» «Никогда не говори никогда»                     | Феликс Алькала    | Ди Джонсон                      | 18 октября 2001  | 26.71               |
| 162 | 5          | «Start All Over Again» «Начни всё сначала»                        | Вонди Кёртис-Холл | Джо Сакс                        | 25 октября 2001  | 27.38               |
| 163 | 6          | «Supplies and Demands» «Спрос и предложение»                      | Джонатан Каплан   | Мередит Стим                    | 1 ноября 2001    | 24.68               |
| 164 | 7          | «If I Should Fall from Grace» «Если я впаду в немилость»          | Лора Иннес        | Скотт Джеммилл                  | 8 ноября 2001    | 26.85               |
| 165 | 8          | «Partly Cloudy, Chance of Rain» «Местами облачно, возможен дождь» | Дэвид Наттер      | Джек Орман                      | 15 ноября 2001   | 27.37               |
| 166 | 9          | «Quo Vadis?» «Куда идёшь?»                                        | Ричард Торп       | Джо Сакс & Дэвид Забель         | 22 ноября 2001   | 23.58               |
| 167 | 10         | «I'll Be Home for Christmas» «Я буду дома к Рождеству»            | Джонатан Каплан   | Ди Джонсон & Мередит Стим       | 13 декабря 2001  | 28.87               |
| 168 | 11         | «Beyond Repair» «Это неизлечимо»                                  | Алан Дж. Леви     | Джек Орман & Скотт Геммилл      | 10 января 2002   | 25.42               |
| В приемное отделение привозят пострадавших после драки на ток-шоу. Одна из пострадавших после того, как узнала, что она ожидает ребёнка от своего сводного брата, решает покончить жизнь самоубийством, спрыгнув с 4 этажа. Уивер переживает о том, что она призналась Романо в своей нетрадиционной ориентации. Бентон переживает за свою сестру, которая не может пережить гибель своего сына, что может привести к разладу в её семье. У Картера умирает дедушка. Доктор Грин рассказывает на собрании о своем пациенте, который умер в лифте при транспортировке на операцию. |            |                                                                   |                   |                                 |                  |                     |